# جامعة فيشتا
جامعة فيشتا (بالإنجليزية: University of Vechta)‏ هي جامعة في ألمانيا.